# Sciurocheirus alleni
Sciurocheirus alleni är en primat som beskrevs av Waterhouse 1838. Sciurocheirus alleni ingår i släktet Sciurocheirus och familjen galagoer.

## Utseende
Denna primat blir 15,5 till 24 cm lång (huvud och bål) och därtill kommer en ännu längre yvig svans. Vikten varierar mellan 200 och 445 g. Den tjocka pälsen har på ovansidan en brungrå färg med röda skuggor på extremiteterna, undersidan är ljusare gråbrun till gulvit. Kännetecknande är mörka ringar kring ögonen. Hos arten förekommer även dessa drag som är typiska för hela släktet, däribland stora ögon, rörliga nakna öron och kraftiga bakben. De nedre fram- och hörntänderna bildar en kam.

## Utbredning, habitat och underarter
Arten förekommer i södra Nigeria och västra Kamerun samt på ön Bioko (Ekvatorialguinea). Habitatet utgörs av skogar och buskskogar i låglandet och i låga bergstrakter.
Inga underarter finns listade i Catalogue of Life. IUCN skiljer däremot mellan två underarter:
- Sciurocheirus alleni alleni, på Bioko.
- Sciurocheirus alleni cameronensis, i Nigeria och Kamerun, den listas av ITIS samt Wilson & Reeder (2005) som art.[7][8]

## Ekologi
Individerna är aktiva på natten och klättrar i växtligheten eller går på marken.
Honor och deras ungar bildar små flockar och ibland delar de sovplatsen med en vuxen hane. Andra vuxna hanar lever utanför parningstiden ensam och mellan hanarna förekommer avgränsade revir som försvaras intensiv. Dessutom finns ungkarlsflockar med 2 eller 3 medlemmar. En framgångsrik alfahane kan ha flera flockar av honor inom reviret.
Sciurocheirus alleni markerar sitt territorium med urin. Individer som bildar flockar vårdar varandras päls med hjälp av tandkammen och med en klon vid bakfötternas andra tå. Hanar ger honor pälsvård för att förbättra sina parningschanser.
Ungefär tre fjärdedelar av födan utgörs av frukter. Dessutom äter arten några andra växtdelar samt insekter och små däggdjur, groddjur och ägg.
Honor kan para sig hela året och de flesta ungar föds under tider med bra tillgång till föda. Honan är cirka 133 dagar dräktig och per kull föds oftast en unge som väger i början 5 till 10 g. Modern lämnar före födelsen flocken och lever med ungen gömd i två veckor. När de åter ansluter till flocken kan även en annan hona delta i ungens uppfostring. Modern transporterar sin unge i munnen när hon letar efter föda och hon parkerar ungen på en säker plats när hon äter. Cirka 6 veckor efter födelsen slutar honan med digivning. När ungen är 8 till 10 månader gammal blir den könsmogen. Galago alleni lever upp till 8 år i naturen och upp till 12 år med människans vård.